# 환경성과지수

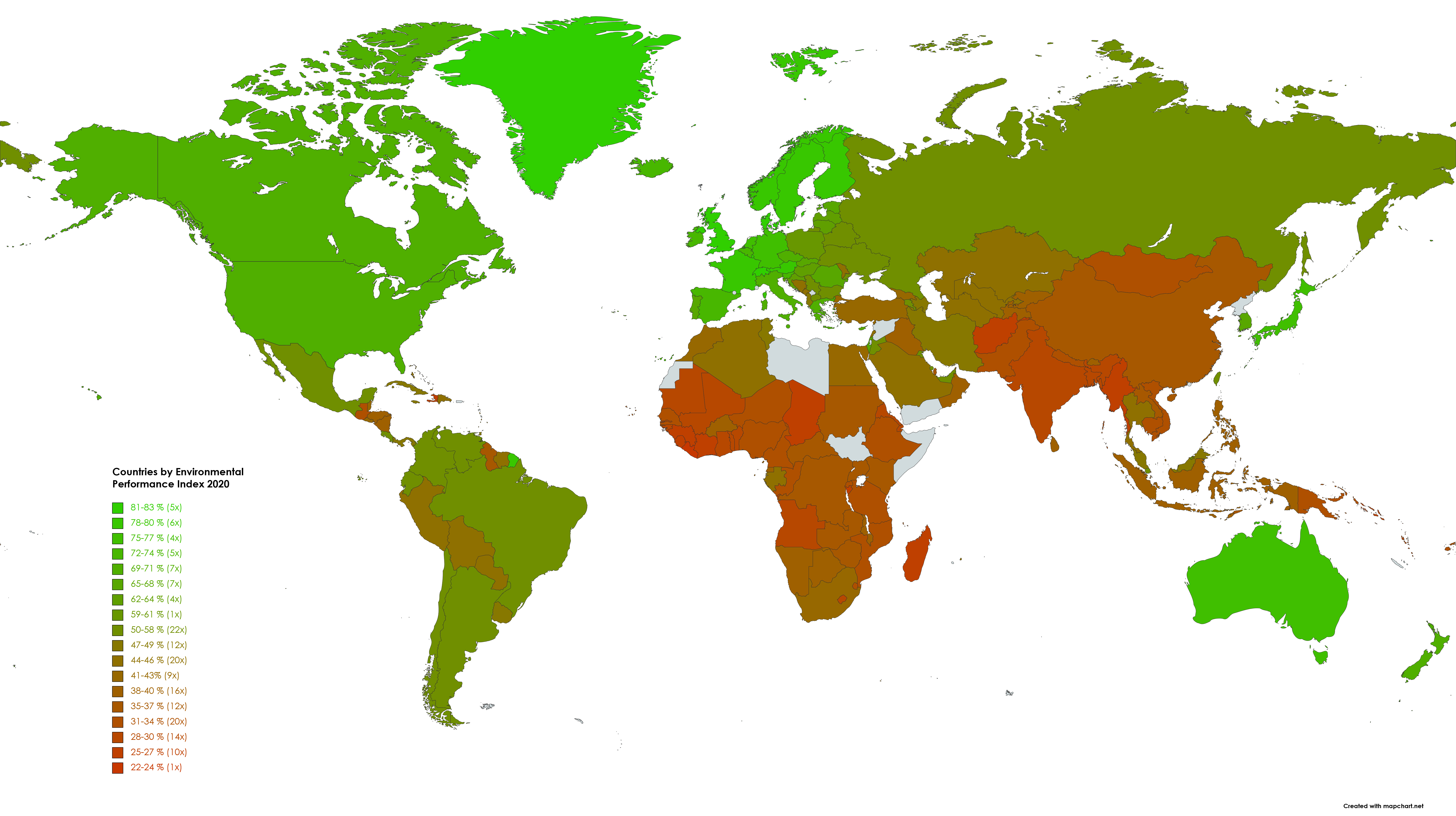
나라별 환경성과지수 (2020)

환경성과지수(環境成果指數, Environmental Performance Index, EPI)는 세계 경제 포럼이 각 국의 환경 정책을 평가한 지수다.

## EPI 지수

### 2020년
1. 덴마크 82.5
2. 룩셈부르크 82.3
3. 스위스 81.5
4. 영국 81.3
5. 프랑스 80
6. 오스트리아 79.6
7. 핀란드 78.9
8. 스웨덴 78.7
9. 노르웨이 77.7
10. 독일 77.2
11. 네덜란드 75.3
12. 일본 75.1
13. 오스트레일리아 74.9
14. 스페인 74.3
15. 벨기에 73.3
16. 아일랜드 72.8
17. 아이슬란드 72.3
18. 슬로베니아 72
19. 뉴질랜드 71.3
20. 캐나다 71
21. 체코 71
22. 이탈리아 71
23. 몰타 70.7
24. 미국 69.3
25. 그리스 69.1
26. 슬로바키아 68.3
27. 포르투갈 67
28. 대한민국 66.5
29. 이스라엘 65.8
30. 에스토니아 65.3
31. 키프로스 64.8
32. 루마니아 64.7

### 2018년
| 환경성과지수 | 환경성과지수 | 환경성과지수 | 환경성과지수 |
| ------------ | ------------ | ------------ | ------------ |
|              | 나라         | 수치         |              |
| 1            | 스위스       | 87.42        |              |
| 2            | 프랑스       | 83.95        |              |
| 3            | 덴마크       | 81.60        |              |
| 4            | 몰타         | 80.90        |              |
| 5            | 스웨덴       | 80.51        |              |

## 같이 보기
- 환경 마크